# Weteringhout
De Weteringhout is een weg in de Nederlandse plaats Houten. De Weteringhout loopt vanaf het Parkhout en het Schaftpad tot aan het Beukenhout waar deze weg in overgaat en die weer vervolgens overgaat in de Houtensewetering. Er bevinden zich talrijke monumentale boerderijen aan de Weteringhout.
Zijstraten die op de Weteringhout uitkomen zijn de Ambachtsweg en het Sneeuwwater. Het landelijke gezicht van vroeger heeft plaatsgemaakt voor woningen die hier zijn verrezen, zoals de wijken het Water en het Hout. Daar bevindt zich ook de Groenzone recreatiegebied De Vijfwal.
Beusichemseweg ·
Burgemeester Wallerweg ·
De Poort ·
Heemsteedseweg ·
Herenweg ·
Houtensewetering ·
Koningin Julianastraat ·
Loerikseweg ·
Lupine-oord ·
Notengaarde ·
Oud Wulfseweg ·
Plein ·
Prins Bernhardweg ·
Staatsspoor ·
Stationserf ·
Tiellandtspad ·
Vlierweg ·
Weteringhout